# Сантас-Мартас
Сантас-Мартас (ісп. Santas Martas) — муніципалітет в Іспанії, у складі автономної спільноти Кастилія-і-Леон, у провінції Леон. Населення — 898 осіб (2010).
Муніципалітет розташований на відстані близько 260 км на північний захід від Мадрида, 25 км на південний схід від Леона.
На території муніципалітету розташовані такі населені пункти: (дані про населення за 2010 рік)
- Луенгос: 33 особи
- Малільйос: 45 осіб
- Рельєгос: 244 особи
- Сантас-Мартас: 230 осіб
- Вальдеаркос: 118 осіб
- Вільямарко: 228 осіб

## Демографія
Динаміка населення (INE ):